# Таназевич, Бранко
Бранко Таназевич (серб. Branko Tanazević; 1876, Чакова — 1945, Белград) — один из самых известных сербских архитекторов модерна и сербско-византийского возрождения, известного как сербский национальный стиль, которые архитектор удачно сочетал в своих проектах. Окончил два факультета: технический факультет в Белграде, и отделение машиностроения и архитектуры в Мюнхене.

## Биография
Отец Бранко Таназевича был врачом, родом из Воеводины. По приглашению друга доктора и премьер-министра Владана Джорджевича Бранко Таназевич переехал в Сербию. Его мать была из семьи Доситея Обрадовича.
Таназевич, наиболее выразительный представитель национального стиля в сербской архитектуре второй половины XIX века, также черпал вдохновение в светской народной архитектуре, используя в антураже мотивы моравского дома с арками, художественную вышивку и современное ковроткачество Сербии.
Он представил свои идеи в профессиональной периодике, став, наряду с декоратором Драгутиным Инкиостри Меденяком, главным идеологом национального зодчества под названием сербско-византийского возрождения. Его постройки отождествлялись больше с «модерном», нежели с консервативным и миметическим направлением национального стиля.
В дополнение к архитектурному проектированию Таназевич также был профессором архитектурного факультета Белградского университета, где преподавал дисциплины: «Орнамент», «Декорирование», «Моделирование» и «Градостроительство».
В качестве преподавателей тогдашнего архитектурного факультета технического факультета Бранко Таназевич и Никола Несторович спроектировали здание технического факультета в Белграде. Он был построен в 1931 г., хотя строительство началось осенью 1925 г.

## Работа
В своей первой работе — здании телефонной станции, в Белграде (1905—1908 гг.), Таназевич успешно сочетал традиционную Сербскую архитектуру и модерн.
В асимметричной композиции фасадов Министерства просвещения, таких как Старая телефонная станция, 1908 г. и Дом пожертвований Вука в 1913 г., архитектор умело сочетал полихромию, переплетенные орнаменты, трехстворчатые фронтоны и герб Королевства Сербии с пилястрами в стиле модерн. Также Таназевич использовал контраст светло-темных тонов, на полихромных фасадах общественных зданий, в том числе дома Йована Николича и Максима Николича (1912—1914).
Из примерно пятидесяти проектов Таназевича, безусловно, следует выделить дом братьев Николичей в Белграде. Интересный бело-красный фасад, выполненный в сочетании модерна и моравского стиля является одним из самых красивых украшений Цветной площади.